# Reinhold Platz
Reinhold Platz (16. ledna 1886 Chotěbuz, Braniborsko – 15. září 1966 Ahrensburg, Šlesvicko-Holštýnsko) byl leteckým konstruktérem u firmy Fokker od roku 1912. V roce 1916, po smrti hlavního konstruktéra Martina Kreutzera se stal hlavním konstruktérem továrny, kde působil až do roku 1931. Během první světové války mimo jiné navrhl konstrukci úspěšných stíhacích letounů Fokker Dr.I a D.VII.